# 氘代甲醇
氘代甲醇（CD3OD）是甲醇（MeOH，CH3OH）的所有氢（H）被另一种同位素氘（D）取代而成的化合物。氘代甲醇是核磁共振波谱法的一种常用溶剂。
1988年，马克斯·普朗克射电天文研究所的科学家首次在太空探测到氘代甲醇。